# 克雷斯頓 (北卡羅萊納州)
克雷斯頓（英語：Creston）是位於美國北卡羅萊納州阿什縣的非建制地區。

## 歷史
克雷斯頓的郵局自1882年營運至今。

## 地理
克雷斯頓所處的海拔為高於海平面872米（即2861英呎），而該地所採用的時區為UTC-5，即北美东部时区（EST）。同時該地設有夏令時間，為UTC-5調快一小時，即UTC-4（EDT）。